# Bob Sinclar
Bob Sinclar, nome artístico de Christophe Le Friant (Paris, 10 de maio de 1969) é um DJ e produtor francês. É o DJ com maior popularidade na Europa. Bob Sinclar é um pseudônimo retirado do filme francês de espionagem chamado "Le Magnifique", dirigido por Philippe de Broca.
Ele é conhecido por popularizar o "toque francês" da house music com influências dos instrumentos de corda da house music. Ele descreve seu estilo musical como inspirado por "paz, amor e house-music". Várias das canções de Sinclar tornaram-se sucessos internacionais, sendo particularmente populares na Europa.
Seus singles mais tocados são "Love Generation" e "World, Hold On", que atingiram boas posições dentre os demais DJs do presente. Bob não tem videoclipes com teor apelativo e em quase todos existem crianças cantando.

## História
Christophe começou como DJ em 1986, quando tinha 17 anos de idade. Naquela época, sua especialidade musical era o funk e o hip hop, quando era conhecido como Chris the French Kiss. Seu primeiro club hit foi "Gym Tonic", co-produzido por Thomas Bangalter, do grupo Daft Punk.

## Discografia

### Álbuns de estúdio
| Paradise                                                                                      | - Lançamento: 30 de maio de 1998 - Gravadora: Yellow Productions, East West - Formatos: CD, vinyl                       | 27  | —  | —  | —  | —  |              |
| Champs-Élysées                                                                                | - Lançamento: 1 de outubro de 2000 - Gravadora: Yellow Productions, Defected - Formatos: CD, vinyl                      | 28  | —  | —  | —  | 84 | - SNEP: Ouro |
| III                                                                                           | - Lançamento: 12 de fevereiro de 2003 - Gravadora: Yellow Productions, Defected - Formatos: CD, vinyl, digital download | 24  | —  | —  | —  | —  |              |
| Western Dream                                                                                 | - Lançamento: 10 de abril de 2006 - Gravadora: Yellow Productions, Defected - Formatos: CD, vinyl, digital download     | 11  | 10 | 47 | 37 | 6  | - SNEP: Ouro |
| Soundz of Freedom                                                                             | - Lançamento: 21 de maio de 2007 - Gravadora: Yellow Productions, Defected - Formatos: CD, vinyl, digital download      | 7   | 10 | 85 | —  | 22 | - SNEP: Ouro |
| Born in 69                                                                                    | - Lançamento: 14 de julho de 2009 - Gravadora: Yellow Productions, Universal - Formatos: CD, digital download           | 7   | 25 | —  | —  | 50 | - SNEP: Ouro |
| Made in Jamaica                                                                               | - Lançamento: 1 de janeiro de 2010 - Gravadora: Yellow Productions, Warner Music - Formatos: CD, digital download       | 103 | 78 | —  | —  | —  |              |
| Disco Crash                                                                                   | - Lançamento: 9 de janeiro de 2012 - Gravadora: Yellow Productions, Ministry of Sound - Formatos: CD, digital download  | 19  | 26 | —  | —  | 31 |              |
| Paris By Night                                                                                | - Lançamento: 1 de abril de 2013 - Gravadora: Yellow Productions - Formatos: CD, digital download                       | 114 | —  | —  | —  | —  |              |
| "—" indica que a gravação não foi incluída nas paradas ou não foi distribuída naquela região. | |     |    |    |    |    |              |

## Singles

### Como artista principal
| Título                                                                                          | Ano  | Posições em paradas músicais | Posições em paradas músicais | Posições em paradas músicais | Posições em paradas músicais | Posições em paradas músicais | Posições em paradas músicais | Posições em paradas músicais | Posições em paradas músicais | Posições em paradas músicais | Certificações                                           | Álbum             |
| Título                                                                                          | Ano  | FRA                          | AUS                          | AUT                          | BEL                          | ALE                          | HOL                          | SUE                          | SUI                          | UK                           | Certificações                                           | Álbum             |
| ----------------------------------------------------------------------------------------------- | ---- | ---------------------------- | ---------------------------- | ---------------------------- | ---------------------------- | ---------------------------- | ---------------------------- | ---------------------------- | ---------------------------- | ---------------------------- | ------------------------------------------------------- | ----------------- |
| "My Only Love" (featuring Lee A. Genesis)                                                       | 1998 | 78                           | —                            | —                            | —                            | —                            | —                            | —                            | —                            | 56                           |                                                         | Paradise          |
| "I Feel for You"                                                                                | 2000 | 44                           | —                            | —                            | 2                            | 94                           | —                            | —                            | 39                           | 9                            |                                                         | Champs Élysées    |
| "Darlin'"                                                                                       | 2000 | 40                           | —                            | —                            | 9                            | —                            | —                            | —                            | —                            | 46                           |                                                         | Champs Élysées    |
| "The Beat Goes On"                                                                              | 2002 | 22                           | —                            | —                            | 27                           | —                            | 92                           | —                            | —                            | 33                           |                                                         | III               |
| "Kiss My Eyes"                                                                                  | 2003 | 34                           | —                            | —                            | 37                           | —                            | 79                           | —                            | —                            | 67                           |                                                         | III               |
| "Love Generation" (featuring Gary Pine)                                                         | 2005 | 3                            | 1                            | 1                            | 2                            | 1                            | 3                            | 2                            | 2                            | 12                           | - SNEP: Ouro - ARIA: Platina - BEA: Platina - GLF: Ouro | Western Dream     |
| "World, Hold On" (featuring Steve Edwards)                                                      | 2006 | 2                            | 19                           | 17                           | 3                            | 19                           | 8                            | 14                           | 12                           | 9                            | - BEA: Ouro                                             | Western Dream     |
| "Rock This Party (Everybody Dance Now)" (with Cutee B featuring Dollarman, Big Ali and Makedah) | 2006 | 3                            | 6                            | 12                           | 1                            | 18                           | 12                           | 14                           | 4                            | 3                            | - BEA: Ouro - BPI: Prata                                | Western Dream     |
| "Tennesse" (featuring Farrell Lennon)                                                           | 2007 | —                            | —                            | —                            | 37                           | —                            | —                            | —                            | —                            | —                            |                                                         | Western Dream     |
| "Sound of Freedom" (with Cutee B featuring Gary Pine and Dollarman)                             | 2007 | 6                            | 22                           | 39                           | 16                           | 44                           | 9                            | 52                           | 31                           | 14                           |                                                         | Soundz of Freedom |
| "Together" (featuring Steve Edwards)                                                            | 2007 | —                            | —                            | —                            | 11                           | —                            | 17                           | —                            | 72                           | —                            |                                                         | Soundz of Freedom |
| "What I Want" (with Fireball)                                                                   | 2007 | 6                            | —                            | —                            | 7                            | —                            | 8                            | —                            | 57                           | 52                           |                                                         | Soundz of Freedom |
| "What a Wonderful World" (with Axwell featuring Ron Carroll)                                    | 2008 | —                            | —                            | —                            | 7                            | —                            | 14                           | 18                           | —                            | 48                           |                                                         | Born In 69        |
| "Lala Song" (featuring Sugarhill Gang)                                                          | 2009 | 90                           | —                            | —                            | 14                           | 55                           | 7                            | —                            | 68                           | —                            |                                                         | Born In 69        |
| "New New New" (featuring Vybrate, Queen Ifrica and Makedah)                                     | 2009 | —                            | —                            | —                            | 13                           | —                            | 57                           | —                            | —                            | —                            |                                                         | Born In 69        |
| "Love You No More" (featuring Shabba Ranks)                                                     | 2009 | —                            | —                            | —                            | 8                            | —                            | 56                           | —                            | —                            | —                            |                                                         | Born In 69        |
| "I Wanna" (with Sahara featuring Shaggy)                                                        | 2010 | —                            | —                            | —                            | 29                           | 87                           | 84                           | —                            | 46                           | —                            |                                                         | Made In Jamaïca   |
| "Rainbow of Life" (featuring Ben Onono)                                                         | 2010 | —                            | —                            | —                            | 6                            | —                            | —                            | —                            | —                            | —                            |                                                         | Made In Jamaïca   |
| "Tik Tok" (featuring Sean Paul)                                                                 | 2010 | —                            | —                            | 36                           | 23                           | 37                           | 50                           | —                            | —                            | —                            |                                                         | Disco Crash       |
| "Far L'amore" (with Raffaella Carrà)                                                            | 2011 | 26                           | —                            | 23                           | 7                            | 46                           | 16                           | —                            | 16                           | —                            |                                                         | Disco Crash       |
| "Me Not a Gangsta" (featuring Mr Shammi and Colonel Reyel)                                      | 2011 | 44                           | —                            | —                            | 21                           | —                            | —                            | —                            | —                            | —                            |                                                         | Disco Crash       |
| "Rock the Boat" (featuring Pitbull, Dragonfly and Fatman Scoop)                                 | 2012 | 22                           | 39                           | 51                           | 15                           | 45                           | 47                           | —                            | 20                           | —                            |                                                         | Disco Crash       |
| "F**k With You" (featuring Sophie Ellis-Bextor and Gilbere Forte)                               | 2012 | 144                          | —                            | —                            | 2                            | —                            | —                            | —                            | —                            | —                            |                                                         | Disco Crash       |
| "Groupie"                                                                                       | 2012 | 100                          | —                            | —                            | 9                            | —                            | —                            | —                            | —                            | —                            |                                                         | Disco Crash       |
| "Summer Moonlight"                                                                              | 2013 | —                            | —                            | —                            | 2                            | —                            | —                            | —                            | —                            | —                            |                                                         | Paris By Night    |
| "Cinderella (She Said Her Name)"                                                                | 2013 | —                            | —                            | —                            | 17                           | —                            | —                            | —                            | —                            | —                            |                                                         | Paris By Night    |
| "I Want You" (featuring CeCe Rogers)                                                            | 2014 | —                            | —                            | —                            | 15                           | —                            | —                            | —                            | —                            | —                            |                                                         | Non-album singles |
| "Feel the Vibe" (featuring Dawn Tallman)                                                        | 2015 | 163                          | —                            | —                            | 16                           | —                            | —                            | —                            | —                            | —                            |                                                         | Non-album singles |
| "Someone Who Needs Me"                                                                          | 2016 | 54                           | —                            | —                            | 25                           | —                            | 83                           | —                            | —                            | —                            |                                                         | Non-album singles |
| "Til the Sun Rise Up" (featuring Akon)                                                          | 2017 | —                            | —                            | —                            | 9                            | —                            | —                            | —                            | —                            | —                            |                                                         | Non-album singles |
| "I Believe"                                                                                     | 2018 | —                            | —                            | —                            | 9                            | —                            | —                            | —                            | —                            | —                            |                                                         | Non-album singles |
| "Electrico Romantico" (featuring Robbie Williams)                                               | 2019 | —                            | —                            | —                            | 48                           | —                            | —                            | —                            | —                            | —                            |                                                         | Non-album singles |
| "I'm On My Way" (featuring Omi)                                                                 | 2020 | —                            | —                            | —                            | 2                            | —                            | —                            | —                            | —                            | —                            |                                                         | Non-album singles |
| "We Could Be Dancing" (featuring Molly Hammar)                                                  | 2021 | —                            | —                            | —                            | 28                           | —                            | —                            | —                            | —                            | —                            |                                                         | Non-album singles |
| "Borderline" (with Nyv)                                                                         | 2022 | —                            | —                            | —                            | 33                           | —                            | —                            | —                            | —                            | —                            |                                                         | Non-album singles |
| "—" indica que a gravação não foi incluída nas paradas ou não foi distribuída naquela região.   |      |                              |                              |                              |                              |                              |                              |                              |                              |                              |                                                         |                   |

## Mixeseremixesde Bob Sinclar
- 2011 - Raffaela Carrà - Far L'amore Comincia Tu
- 2011 - Katy Perry - "E.T"
- 2009 - Salomé da Bahia - "Outro Lugar"
- 2009 - Kevin Bryant - "Who You Wanna Be"
- 2008 - Barbara Tucker - "I Get Lifted"
- 2008 - Madonna feat. Justin Timberlake & Timbaland - "4 Minutes to Save the World"
- 2007 - ArtOfDisco - "Ten Thousand Women"
- 2007 - Craig David - "Hot Stuff vs. World, Hold On"
- 2007 - Rihanna - "Don't Stop the Music"
- 2006 - Lionel Richie - "All Around the World"
- 2006 - Michel Polnareff - "Ophélie Flagrant des Lits"
- 2006 - Chocolate Puma - "Always and Forever"
- 2006 - Africanism - "Talibé"
- 2005 - Axwell - "Watch the Sunrise"
- 2005 - Yves Larock - "Zookey (Lift Your Leg Up)"
- 2005 - Africanism - "Summer Moon"
- 2005 - DJ Cam - "Espionnage"
- 2005 - Tom & Joy - "Antigua"
- 2005 - KC Flightt - "Voices"
- 2005 - Kassav' - "Sye Bwa"
- 2005 - Shiny Grey - "You Made a Promise"
- 2004 - Shiny Grey - "Why"
- 2004 - Africanism - "Kalimbo"
- 2004 - Dr. Kucho! - "Belmondo Rulez 2.0 (It's All About You)"
- 2004 - L2R vs Toto Cutugno - "Autre Chanson"
- 2003 - David Guetta feat. Barbara Tucker - "It's Allright"
- 2003 - Mondo Grosso - "Blz"
- 2002 - Blaze feat. Palmer Brown - "Do You Remember House"
- 2002 - Magic System - "Premier Gaou"
- 2002 - Moby - "We're All Made of Star"
- 2002 - Kings of Tomorrow - "Tear It Up"
- 2002 - Shazz - "Pray"
- 2002 - Boris Dlugosh & Michi Lange - "Starchild"
- 2001 - Cerrone - "Cerrone By Bob Sinclar Album"
- 2001 - Jamiroquai - "Little L"
- 2001 - Serge Gainsbourg - "Marabout"
- 2001 - Fantastic Plastic Machine - "Love Is Psychadelic"
- 2001 - Natalie Cole - "Livin' for Love"
- 2001 - Tom & Joy - "Un Regard, Un Sourire"
- 2000 - Sounds of Life - "Feel Good"
- 2000 - Stardust - "Music Sounds Better with You"
- 2000 - Kluster feat. Ron Caroll - "My Love"
- 2000 - Fused - "Saving Mary"
- 1999 - James Brown - "Funk on Ah Roll"
- 1999 - Ian Pooley - "What's the Number"
- 1999 - Second Crusade - "May the Funk Be with You"
- 1999 - Jestofunk - "Happy"
- 1999 - Reminiscence Quartet feat. Salomé da Bahia - "Eu Só Quero um Xodó"
- 1998 - Ufo Planet - "Plan"
- 1998 - Superfunk - "Come Back"
- 1998 - Big Muff - "Feel What You Know"
- 1998 - Tom & Joy - "Val Minha Tristeza"
- 1997 - Dimitri from Paris - "Sacré Français"